# ランブル・イン・ブリクストン
『ランブル・イン・ブリクストン』 (RUMBLE IN BRIXTON) とはアメリカのロカビリーバンド、ストレイ・キャッツが2004年にリリースしたライブ・アルバム。

## 解説
2004年の夏、一ヶ月に渡って行われたストレイ・キャッツのヨーロッパツアーの中から、7月17日にロンドンのブリクストン・アカデミー公演のライブ音源に、スタジオ・レコーディングされた新曲を一曲収録した作品。
また、この日の模様は映像としてDVD化もされている。

## 収録曲
- ディスク1の12.は日本盤ボーナス・トラック
- ディスク2の12.はニュースタジオ・レコーディング

### ディスク1
1. イントロ - Intro
2. ランブル・イン・ブライトン - Rumble In Brighton
3. ダブル・トーキン・ベイビー - Double Talkin' Baby
4. サムシング・ロング・ウィズ・マイ・レイディオ - Something's Wrong With My Radio
5. ユバンギ・ストンプ - Ubangi Stomp
6. 気取りやキャット - Stary Cat Strut
7. ジーン・アンド・エディ - Gene & Eddie
8. あの娘の街角 - Too Hip,Gotta Go
9. スリープウォーク - Sleepwalk
10. 涙のリトル・ガール - I Won't Stand In Your Way
11. マイ・ベイビー・レフト・ミー - My Baby Left Me
12. フォード39年モデル - Rev It Up And Go
13. ブラスト・オフ - Blast Off

### ディスク2
1. イントロ - Intro
2. メンフィス18マイル - 18 Miles To Memphis
3. ブリング・イット・バック・アゲイン - Bring It Back Again
4. 悩殺ストッキング - Fishnet Stockings
5. 涙のラナウェイ・ボーイ - Runaway Boys
6. ロック・タウンは恋の街 - Rock This Town
7. ザッツ・オール・ライト - That's All Right
8. グッド・ロッキン・トゥナイト - Good Rockin' Tonight
9. トゥエンティ・フライト・ロック - Twenty Flight Rock
10. セクシー&セヴンティーン - (She's) Sexy + 17
11. プリーズ・ドント・タッチ - Please Don't Touch
12. ミステリー・トレイン・ケプト・ア・ローリン - Mystery Train Kept A Rollin'